# Едріан Роулінс
Едріан Джастін Роулінс (народився 27 березня 1958) - англійський актор, який, ймовірно, найкраще відомий за роллю Артура Кідда в "Жінка в Чорному" (1989) і Джеймса Поттера у фільмах про Гаррі Поттера .

## Раннє життя
Роллінз народився в Сток-он-Трент, Стаффордшир, син Мевіс (уроджена Ліз) і Едварда Роллінз, торговця. Роулінс отримав освіту в технічному вузі Стенфілд в Сток-он-Трент і Stoke VI Form College. Потім він відправився вивчати мистецтво, а потім акторське мистецтво в Кру і Алсагер коледж.

## Кар'єра
Роулинс знявся в декількох фільмах, в тому числі Вілбур хоче покінчити з собою, а також грав ключову роль у серії  фільмів про Гаррі Поттера , роль батька Гаррі Поттера - Джеймса Поттера. На сцені він з'явився в п*єсі Її гола шкіра (2008, Національний театр). Він грав Річарда Колінгсворта в серіалі The Ginger Tree. Він також знявся у фільмі "Жінка в чорному", який був зроблений для телебачення і транслювався на Різдво 1989 року.
З 2014 року він записався добровольцем на театр Східного Райдінгу  у Східному Йоркширі, ставши художнім керівником в 2015 році.

## Фільмографія
- 1989 - Дерево Джинджер -  Річард Коллінсворф
- 1989 -  Жінка в чорному -  Артур Кідд
- 1996 - Розсікаючи хвилі -  доктор Річардсон
- 2000 -  Кров -  Карл Дайсон
- 2001 -  Гаррі Поттер і філософський камінь -  Джеймс Поттер
- 2001 -  2011 -  Суто англійські вбивства -  Адам Кейн  /  Девід Орхард  ( 2 епізоди)
- 2002 - Вілбур хоче покінчити з собою -  Харбур
- 2004 -  Привиди -  Ендрю Форрестал  (епізод)
- 2005 -  Гаррі Поттер і Кубок вогню -  Джеймс Поттер
- 2007 -  Гаррі Поттер і Орден Фенікса -  Джеймс Поттер
- 2007 -  Мовчазний свідок -  Алан Екерт  (епізод)
- 2008 - Доктор Хто -  доктор Райдер
- 2011 - Гаррі Поттер і Дари Смерті. Частина 2 -  Джеймс Поттер
- 2015 - Жінка в чорному: Ангели смерті -  доктор Роудс
- 2015 - Діккенсіана -  Едвард Барбері
- 2018 - Безжальне сонце -  детектив-сержант Джордж Муні
- 2019 -  Чорнобиль -  Микола Фомін
- 2022 -  Жити -  містер Міддлтон

## Зовнішні посилання
- Adrian Rawlins на сайті IMDb (англ.)
- Едріан Роулінс в театрі Хемпстед